# Sainte-Brigide-d'Iberville
Pour les articles homonymes, voir Iberville.
Sainte-Brigide-d'Iberville  est une municipalité du Québec située dans la MRC du Haut-Richelieu, en Montérégie.

## Toponymie
Le nom Sainte-Brigide, adopté en 1846, provient de celui de la paroisse fondée en 1842 et érigée canoniquement en 1846. Après son détachement du territoire de Sainte-Marie-de-Monnoir, la paroisse (1847) et la municipalité (1855) prennent l'appellation de Sainte-Brigide-de-Monnoir. Brigide, ou Brigitte de Kildare (vers 455-vers 523), vierge irlandaise qui a contribué à faire connaître l'œuvre évangélisatrice de saint Patrick, est considérée comme la patronne de l'Irlande, au même titre que ce dernier.
Sainte-Brigide-d'Iberville, nom de la municipalité depuis 1956, rend hommage à Pierre Le Moyne d'Iberville (1661-1706), navigateur, commerçant, militaire et explorateur français. Les premiers Brigidiens ont vu leur patrie d'origine célébrée dans les noms de certains rangs, dont Rang des Irlandais et Rang des Écossais.

## Histoire
La paroisse de Sainte-Brigide est anglophone d'origine par le seigneur, sir John Johnson, maître de la seigneurie de Monnoir et initiateur de la colonisation dans le territoire où il laisse l'empreinte de l'ingénierie anglaise en réorganisant l'ancienne seigneurie française de Monnoir et en faisant venir des colons anglais. Les premiers colons européens sont anglophones et catholiques, comme les Murray et les Maguire, venus d'Irlande. Les premiers colons loyalistes et protestants émigrent d'Angleterre, d'Écosse et des États-Unis. Ces premiers habitants du territoire ont tous un lien commun d'expression : la langue anglaise. Les premiers livres de délibérations de la municipalité en témoignent.
Elle est anglaise dans ses réalisations initiales : le centre de colonisation porte la désignation de South West River; l'embryon du village s'appelle d'abord Murray's Corner. Les premiers rangs ouverts sont dits rang des Irlandais, rang des Écossais, rang de Murray. Les cinquante premières familles qui se sont implantées sur les deux rives de la Rivière du Sud Ouest, entre 1820 et 1830, sont écossaises, irlandaises et anglaises. Au rang des Écossais, on ne compte alors que quelques unités canadiennes-françaises.
Les deux premières écoles de la paroisse Sainte-Brigide sont des réalisations anglaises : l'une protestante, fondée en 1822, et l'autre catholique, ouverte en 1829. La première chapelle bâtie en 1842 est une initiative des catholiques de langue anglaise. Le premier maire élu est William Murray. L'histoire va retenir que les premiers actes religieux et civils figurant aux registres de la paroisse sont signés du patronyme Murray. Ce nom est relié au territoire jusqu'en 1916. L'idée de convertir la savane en gigantesques tourbières revient à Patrick Reynolds, un Irlandais dont les descendants reposent dans notre cimetière. Devant cette énumération de réalisations, un constat s'impose : les Irlandais ont largement contribué à établir les bases catholiques et civiles de notre paroisse.
Le deuxième groupe de colons, les Anglais et les Écossais d'allégeance protestante, portent des noms comme Thompson, Hopely, Saultry, Heatherington et Parsons et représentent alors la puissance du maître du territoire, qui a ses entrées à la Cour de Londres, au Conseil législatif et dans la seigneurie de Monnoir. L'établissement de cette colonie anglaise dans la partie sud de la seigneurie en frontière du township de Farnham est une expansion naturelle de l'occupation des Cantons de l'Est par les Loyalistes américains, gens d'ordre et de fortes traditions religieuses et politiques.
Lorsque les Canadiens français en viennent à former le noyau ethnique de la paroisse, ces colons et leurs descendants se tourneront du côté des Cantons de l'Est. Dernier groupe à occuper le territoire, vers 1830, ils essaiment des autres paroisses de la seigneurie de Monnoir, de Sainte-Marie et de Saint-Grégoire, et aussi de Saint-Césaire. Ils s'appellent entre autres Bonvouloir, Daigneault, Delorme, Drogue, Giroux, Lemaire, Martel, Messier, Monty, Neveu, Papineau, Rainville. Pendant le XIXe siècle, les Irlandais, frères dans la foi, se mêlent aux Canadiens français pendant les offices de l'église et partagent les bancs de l'école. Les Irlandais parlent le français couramment, et des mariages contribuent à resserrer des liens d'amitié entre les deux groupes ethniques. Ce n'est que le 3 novembre 1913 que le conseil municipal décide par règlement qu'à l'avenir tous les avis publics ne seront rédigés qu'en français.
Un prêtre laisse à la paroisse de Sainte-Brigide un héritage impérissable. L'abbé Pierre Loiselle, curé de la paroisse de 1940 à 1955, dresse la généalogie de toutes les familles de la paroisse. Ces fiches familiales, qui sont conservées à la mairie, attestent que les membres de la famille Boulais étaient les plus nombreux à l'époque. À Sainte-Brigide, depuis les années 1960 et 1970, l'histoire se répète. Des Européens venus des Pays-Bas, de Suisse, de France, d'Allemagne, de Pologne et de Belgique s'implantent dans le rang des Irlandais, dans les Huitième et Neuvième Rangs pour vivre sur les terres brigidiennes en se consacrant à l'agriculture. L'océan, qui sépare les deux continents d'Europe et d'Amérique, amène sans cesse sur les rives canadiennes les fils et les filles de la mère patrie.
Sainte-Brigide commémore depuis 1977 la fête patronale des Canadiens français, le jour de la Saint-Jean. Chaque année, on se presse de toute la région pour assister au défilé qui emprunte les rues ceinturant le village. Sur le parterre de l'église se concentrent les villageois et les visiteurs pour saluer la parade et renouer avec leurs origines. L'héritage des fondateurs est toujours tangible à Sainte-Brigide.

## Armoiries
- Pourpre de gerbe à la blé d'or;
- Argent aux trois feuilles de trèfle de sinople posées en bande;
- Or au chardon de sinople fleuré de pourpre;
- Gueules à la vache passante de sable;
- Écussonné d'azur à la fleur de lys d'argent.

Le chardon et les trois feuilles de trèfle représentent l'Écosse et l'Irlande, les deux peuples fondateurs de Sainte-Brigide. La gerbe de blé et la vache symbolisent la culture et l'élevage, les deux principales sources de revenu de la population brigidienne. La fleur de lys représente le Québec.

## Géographie
Sainte-Brigide-d'Iberville se situe à environ 22 km à l'est de Saint-Jean-sur-Richelieu, au nord-ouest de Farnham, à l'est de Mont-Saint-Grégoire.
La rivière du Sud-Ouest traverse l'ouest de la municipalité du sud vers le nord-est.
La rivière des Écossais en traverse l'est du sud au nord.

## Démographie
| 1991  | 1996  | 2001  | 2006  | 2011  | 2016  | 2021  |
| ----- | ----- | ----- | ----- | ----- | ----- | ----- |
| 1 296 | 1 371 | 1 279 | 1 223 | 1 331 | 1 402 | 1 428 |

## Administration
Les élections municipales se font en bloc pour le maire et les six conseillers.
| Sainte-Brigide-d'Iberville Maires depuis 2001                                                                        |                        |                 |          |
| Élection | Maire                  | Qualité         | Résultat |
| 2001 | Patrick Bonvouloir     |                 | Voir     |
| 2005 | Patrick Bonvouloir     | Voir            |          |
| 2009 | Patrick Bonvouloir     | Voir            |          |
| 2013 | Mario Van Rossum       |                 | Voir     |
| 2017 | Patrick Bonvouloir (2) |                 | Voir     |
| 2021 | Patrick Bonvouloir (2) | Voir            |          |
| avr. 2023 | Michel Lemaire         | Maire suppléant | Voir     |
| juil. 2023 | Mario Van Rossum       |                 | Voir     |
| Élection partielle en italique Depuis 2005, les élections sont simultanées dans toutes les municipalités québécoises |                        |                 |          |

## Vie courante
La municipalité, principalement à vocation agricole, se démarque cependant sur le plan touristique et récréatif grâce aux compétitions équestres western et au rodéo qui y sont présentés chaque année.
Sous l'égide du Festival de Compétitions Western de Sainte-Brigide d'Iberville, ces compétitions attirent bon an mal an près de 12 000 personnes dans la région. L'organisme à but non lucratif organise annuellement cinq à six événements, dont un tournoi de ballon-balai chaque hiver, un derby de démolition d'autos en juillet et le reste de la saison estivale, soit en mai, juillet, août et septembre: des compétitions de gymkhana.
Le point culminant de la saison de compétitions demeure toutefois le grand week-end du Rodéo ERQ, fin août, qui offre aux visiteurs un spectacle rempli d'action avec plus de 300 participants aux diverses épreuves de monte de taureaux et chevaux sauvages, poney express, échanges de cavaliers et autres épreuves d'habileté équestres.

## Galerie de photographies

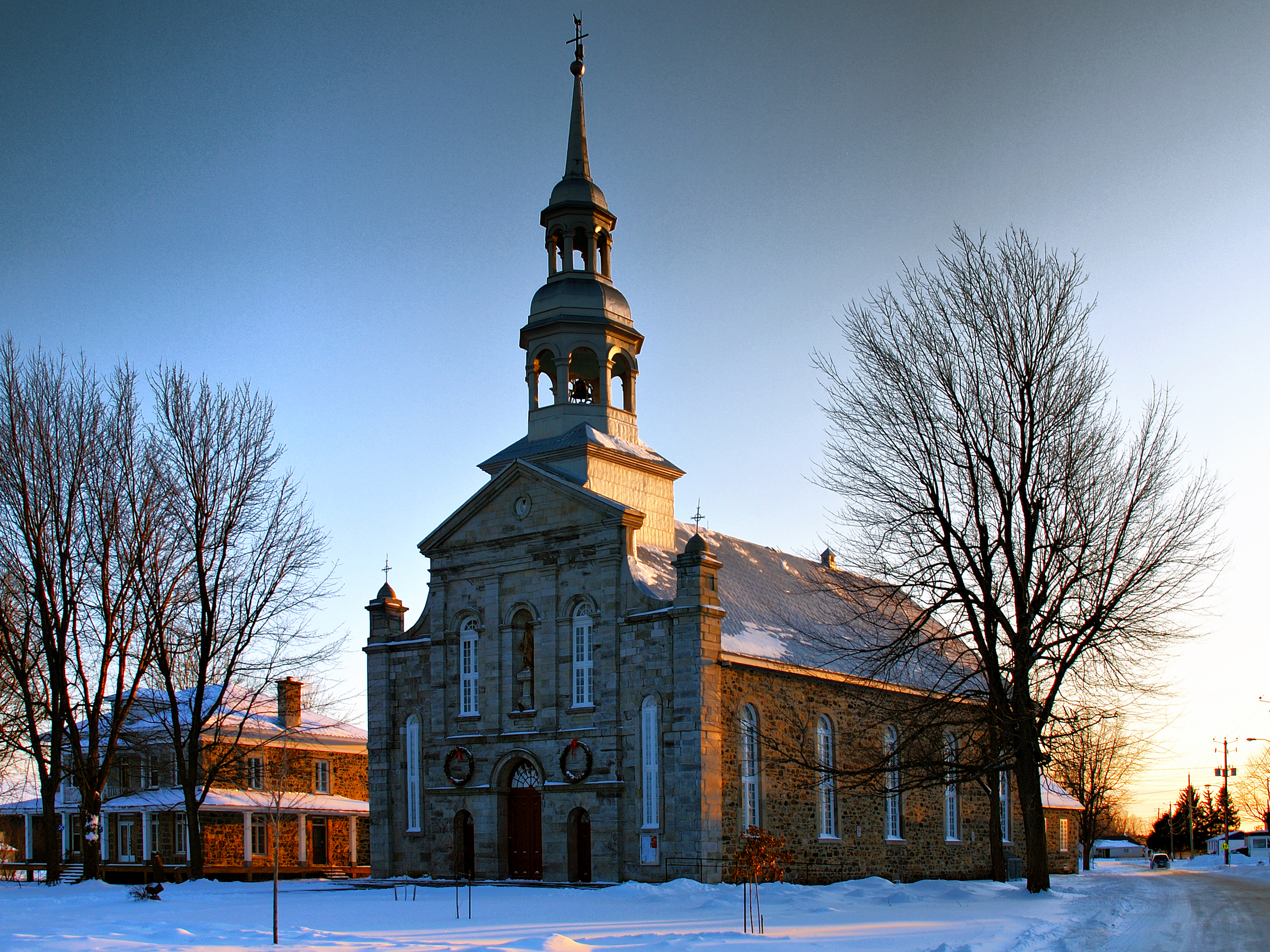
L'église.
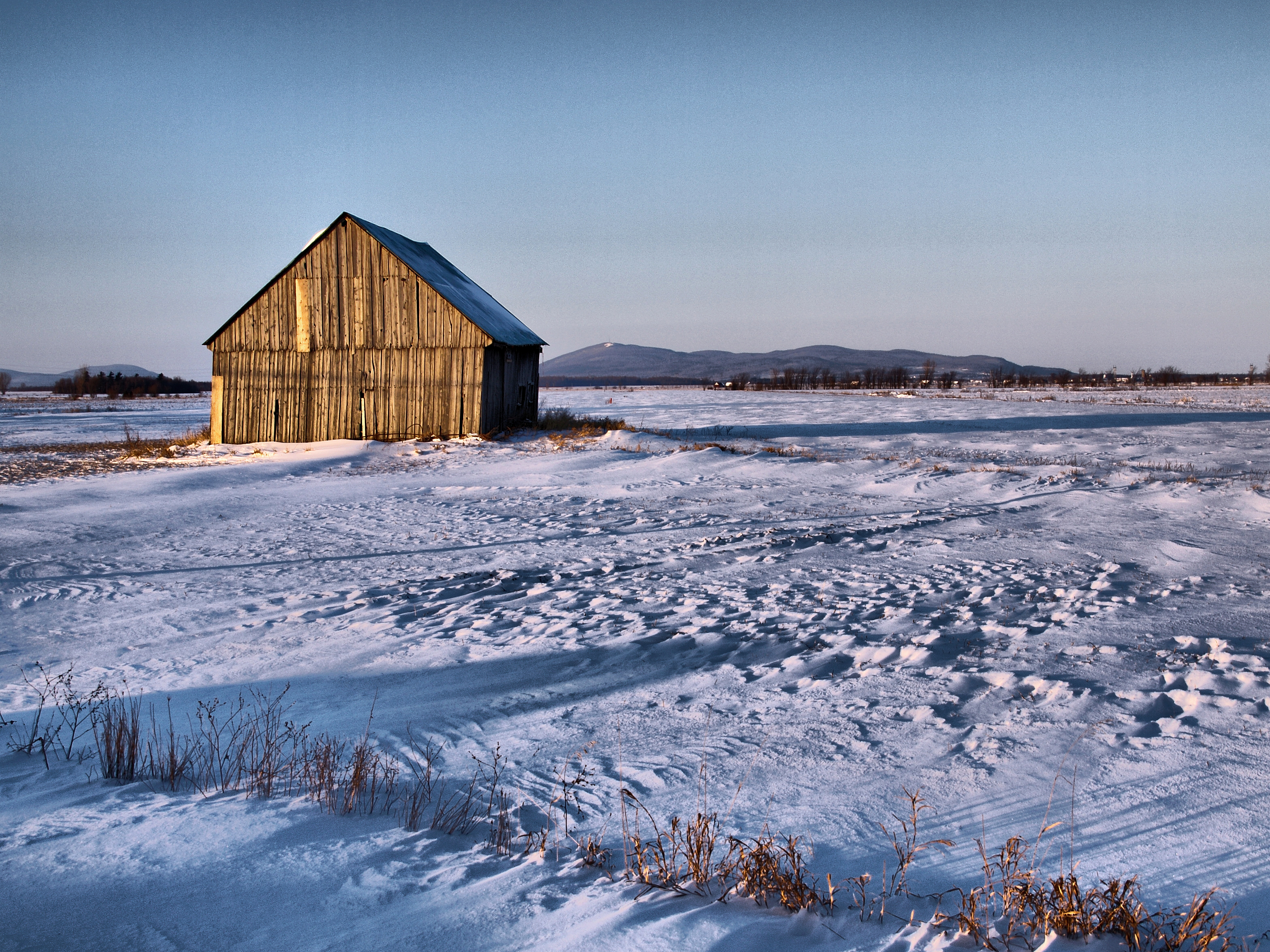
Vieille grange. Au loin, le mont Yamaska.